# کلوئی دایگرت
کلوئی دایگرت (انگلیسی: Chloé Dygert؛ زادهٔ ۱ ژانویهٔ ۱۹۹۷) دوچرخه‌سوار اهل ایالات متحده آمریکا است.
وی در مسابقات کشوری و بین‌المللی در مجموع برندهٔ ۱۲ مدال طلا، ۱ مدال نقره شده‌است.